# 61e Assemblée générale de l'Île-du-Prince-Édouard
La 61e Assemblée générale de l'Île-du-Prince-Édouard fut en séance du 11 mai 2000 au 2 septembre 2003. Le Parti conservateur dirigé par Pat Binns forma le gouvernement.
Mildred Dover fut élu président.
Il y eut quatre sessions à la 61e Assemblée générale:
| Session | Début            | Fin          |
| ------- | ---------------- | ------------ |
| 1re     | 11 mai 2000      | 14 juin 2000 |
| 2e      | 23 novembre 2000 | 18 mai 2001  |
| 3e      | 15 novembre 2001 | 10 mai 2002  |
| 4e      | 14 novembre 2002 | 22 mai 2003  |

## Membres
| Circonscription               | Circonscription | Membre de l'assemblée | Parti        |
| ----------------------------- | --------------- | --------------------- | ------------ |
| Alberton-Miminegash           |                 | Cletus Dunn           | Conservateur |
| Belfast-Pownal Bay            |                 | Wilbur MacDonald      | Conservateur |
| Borden-Kinkora                |                 | Eric Hammill          | Conservateur |
| Cascumpec-Grand River         |                 | Philip Brown          | Conservateur |
| Charlottetown-Kings Square    |                 | Bob MacMillan         | Conservateur |
| Charlottetown-Rochford Square |                 | Jeff Lantz            | Conservateur |
| Charlottetown-Spring Park     |                 | Wes MacAleer          | Conservateur |
| Crapaud-Hazel Grove           |                 | Norman MacPhee        | Conservateur |
| Evangeline-Miscouche          |                 | Wilfred Arsenault     | Conservateur |
| Georgetown-Baldwin's Road     |                 | Michael Currie        | Conservateur |
| Glen Stewart-Bellevue Cove    |                 | Pat Mella             | Conservateur |
| Kensington-Malpeque           |                 | Mitch Murphy          | Conservateur |
| Montague-Kilmuir              |                 | Jim Bagnall           | Conservateur |
| Morell-Fortune Bay            |                 | Kevin MacAdam         | Conservateur |
| Murray River-Gaspereaux       |                 | Pat Binns             | Conservateur |
| North River-Rice Point        |                 | Ron MacKinley         | Libéral      |
| Park Corner-Oyster Bed        |                 | Beth MacKenzie        | Conservateur |
| Parkdale-Belvedere            |                 | Chester Gillan        | Conservateur |
| Sherwood-Hillsborough         |                 | Elmer MacFadyen       | Conservateur |
| Souris-Elmira                 |                 | Andy Mooney           | Conservateur |
| St. Eleanors-Summerside       |                 | Helen MacDonald       | Conservateur |
| Stanhope-East Royalty         |                 | Jamie Ballem          | Conservateur |
| Tignish-Deblois               |                 | Gail Shea             | Conservateur |
| Tracadie-Fort Augustus        |                 | Mildred Dover         | Conservateur |
| West Point-Bloomfield         |                 | Eva Rodgerson         | Conservateur |
| Wilmot-Summerside             |                 | Greg Deighan          | Conservateur |
| West Royalty-Springvale       |                 | Don MacKinnon         | Conservateur |